# 명예규율
명예규율(Honor Code)은 명예율 또는 윤리수칙, 윤리규정, 명예체계(Honor System)라고도 불린다. 이 단어는 구성원들이 단체의 명예를 위하여 반드시 지켜야 할 기본적인 준칙들을 의미한다. 명예규율의 준칙은 구성원의 도덕성과 윤리의식에 근거하여 정해지며, 구성원들 사이의 절대적인 신뢰를 필요로한다. 그렇기 때문에, 만일 명예규율을 위반한 구성원이 발견 될 경우. 단체는 위반자의 윤리의식을 문제삼을 뿐 아니라, 해당 집단의 존속을 위협하는 구성원이라고 간주하고 강력한 수준의 처벌을 가한다. 미국의 교육문화에서 명예규율이라는 단어는 미국교육의 윤리성을 잘 대변하고 있으며, 대중적이면서도 엄격하게 준수되고 있는 규율이다. 일반적으로 절도, 비방, 범죄와 같은 윤리적 준칙들을 이외에도 학문적 명예규율(Academical Honor Code)이라고 하여 규정을 준수하지 않은 인용이나 표절(plagiarism) 또한 명예규율을 위반하는 것으로 간주한다.

## 유래
명예규율은 학생들이 자율적으로 관리하는 규율과 기관에서 관리하는 규율로 분리 할 수 있다. 전자의 명예규율은 1799년 당시 토머스 제퍼슨(Thomas Jefferson)이 주지사로 있던 미국 버지니아주의 윌리엄&메리 대학(William & Mary College)에서 처음 시작되었다. 제퍼슨은 윌리엄&메리 대학이 명예규율을 통해 교수진과 학생이 전적으로 신뢰할 수 있는 학문의 장이 되길 바랐고, 교칙의 준수 뿐만 아니라 윤리성의 확보, 무감독시험을 시행하는 학교가 되길 장려했다.
후자의 명예규율은 버지니아 대학교(University of Virginia)에서 시작되었는데, 초창기 버지니아 대학교에서는 학생들과 교수진들 사이에 의견 대립이 심각했다. 이 갈등은 1840년 11월 12일에 절정으로 치달았는데, 당시 이 학교에 재임중이던 존 데이비스(John Davis)교수가 학생들과 마찰을 빚던 도중 학생을 총으로 쏘아 죽인 사건이 있었다. 그러나 데이비스 교수는 이 사건에 대해 자신의 잘못을 인정하기보다는, "명예로운 사람은 스스로 나아갈 뿐이다"는 말을 남기고 제소된다. 사건이 있은지 2년 뒤인 1842년 4월 4일. 윌리엄&메리 대학의 졸업생인 조지 터커(Henry St. George Tucker) 교수는 데이비스 교수의 자리에 선임되는데, 이 교수의 시험지에는 다음과 같은 문구가 쓰여있었다. "나, A는 여기에 서명함으로써 내 명예를 지키고, 시험기간 중 어떠한 자료도 참고하지 않았음을 서약합니다." 결국 이러한 형식은 학생들로부터 전폭적인 지지와 호응을 얻게 되었고, 이 사건 이후부터 학교가 명예규율을 규범화하는 시초가 되었다.

## 변혁
명예규율에서 명예의 정의는 시대를 거치며 변화했다. 명예규율이라는 어휘가 등장하던 당시에는 공공장소에서의 흡연이나, 카드 게임에서의 트릭, 성추행 같은 것들을 범하지 않는 것이 일반적인 규율이었으며, 오늘날에는 거짓말을 하거나 사기를 치거나 절도하는 것들 또한 명예를 훼손하는 항목에 포함되고 있다. 그러나 명예규율의 정의가 빠르게 변화화는 와중에도 버지니아 대학교의 명예규율은 드물게 개정되는 편이다. 프린스턴 대학교(Princeton University)의 경우에는 명예규율에 대한 규정을 1893년 입법하던 당시 그대로 고수하고 있다.
그러나 이렇게 정의의 변화와 개정이 빠르게 적용되는 와중에도 제퍼슨의 명예규율 최대 비전 중 하나였던 무감독시험은 많은 대학들이 적용하지 못하고 있는 실정이다. 게다가 대부분의 미국 초, 중, 고등학교는 명예규율이 학습의 자유를 저해한다고 판단하고, 명예규율보다는 조금 더 자유로운 수준의 규정을 적용하고 있다. 명예규율의 엄격한 준수가 학생들의 자유로운 발상과 상충관계(Tradeoff)에 있다고 판단하는 것이다.

## 예시(미국)
미국의 대학 교육기관은 대부분 홈페이지에 명예규율을 따로 명시하고 있을만큼 이 규율을 엄중히 여긴다. 명예에 관한 정의는 학교마다 다소 차이가 있다. 사관학교의 경우 일반적으로 도덕성에 대해 매우 엄격한의 준수를 요구하고 있으며, 그 외 일반적인 대학의 경우에는 도덕성보다는 표절과 인용에 관한 엄격한 기준을 명시한다.

### 사관학교
미국의 육군, 공군, 해군, 그리고 해경사관학교는 생도들에게 매우 강력한 수준의 도덕적 명예규율 준수를 요구한다. 해군사관학교는 이러한 규율을 명예관념(Honor Concept)이라고 따로 규정하고 있긴 하지만, 이것은 다른 사관학교의 그것과 원칙이 유사하다. 또한 사관학교에서의 명예규율은 사관 후보 생도들 뿐만 아니라, 사관학교를 거쳐간 현역장교에게도 적용된다. 다른 교육기관보다 국방 교육기관에서 이러한 요소들을 특히 강조하는 이유는 명예규율이 사관학교의 질서를 유지하는데 필요할 뿐만 아니라, 장교로서 국민들에게 이바지 할 수 있는 도적적인 기틀을 마련하는 것이기 때문이다.
사관학교에서 특히 주목해야 할 명예규율 조항은 '보고에 대한 의무' 조항이다. 만약, 사관학교 구성원 중 누군가가 명예규율을 위반하는 것을 목격하고도 정식으로 보고를 하지 않을 경우, 목격자도 명예규율을 위반하는 행위라고 규정하고 있다. 그러나 해군사관학교의 명예관념은 보고를 하지 않는 것을 관용으로 간주하고, 특별한 경우가 아닌 한, 이를 처벌하지 않는다.(Honor Concept of the Brigade of Midshipmen) 해군사관학교의 명예관념은 오히려 보고의 의무가 전우들간의 우정을 단절시킬 수 있다고 판단하기 때문이다. 그러므로 관용의 규정은 명예규율 위반자의 행동 때문에 사관생도들의 명예가 잠시 훼손되었을지라도, 그것이 건설적인 방향으로 회복될 수 있는 기회를 주기 위한 것이다. 해군사관학교에서는 이렇게 회복된 명예 역시 하나의 진정한 명예로 간주한다.
그러나 일반 대학교와 마찬가지로, 모든 사관학교 역시 학문적인 영역에서 명예규율 위반은 예외없이 징계나 제명 같은 강력한 처벌을 받는다.

### 일반대학교
미국의 대학교는 사관학교처럼 높은 수준의 명예규율을 요구하는 대학도 있지만, 보편적으로 학문적인 의미에서의 명예규율을 엄격하게 명시한다. 아래는 미국 대학들의 명예규율의 특징을 간단하게 정리한 것이다.

#### 일반적 조항
- 브린 몰 대학(Bryn Mawr College)은 학생들의 명예규율을 매년 개정하고, 학교의 명예게시판(Honor Board)에 게시한다.
- 하버포드 대학(Haverford College)은 명예위원회(Honor Council)을 두고 명예규율을 관할할 학생들을 매년 선출하여 관리한다. 이 대학의 명예규율은 학생들 사이의 관계 뿐만 아니라 재학생이 사회에 끼치는 영향까지 포함하고 있다.
- 데이비슨 대학(Davison College)은 엄격한 명예규율을 적용하고 있어서, 학생이 자판기에서 잘못 나온 음료수를 가져가는 것만으로도 명예규율 위반으로 재판에 회부한다.
- 프린스턴 대학교(Princeton University)는 100년이 지나도록 학생들이 자율적으로 행하는 명예규율 전통을 고수하고 있다. 이러한 규정은 다른 아이비 리그 대학들과는 차별적이다.

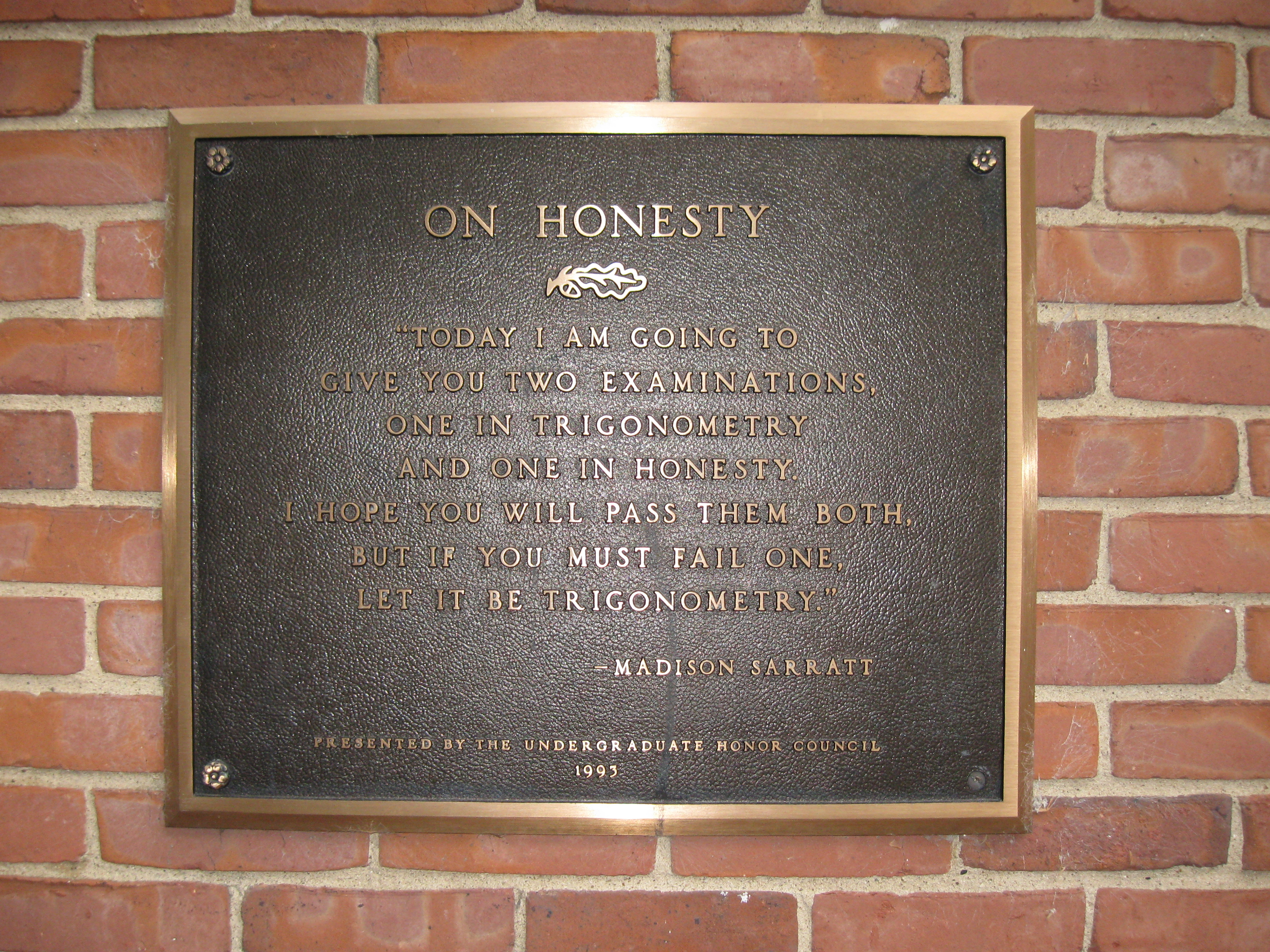
밴더빌트 대학교(Vanderbilt University)의 명예규율은 직관적이면서도 그 해석이 명쾌하기로도 유명하다. 현판에는 "오늘날 나는 두 가지 예를 들어 명예규율을 선언한다. 하나는 삼각법(Trigonometry)이고, 다른 하나는 정직이다. 나는 당신이 대학생활을 하는 가운데, 두 가지 모두 통과하길 바란다. 그러나 만약 당신이 이 둘 중 하나를 실패해야 한다면, 나는 그것이 삼각법이기를 바란다. 오늘날 멋진 사람들 중 일부는 삼각법 시험을 통과하지 못한다. 그러나 정직에 대한 시험을 통과하지 못한 사람들 중 좋은 사람은 없다."라고 기록돼 있다.

- 밴더빌트 대학교(Vanderbilt University)는 학생들이 입학 할 때 명예규율 선언식에 참석해야 한다. 학생들은 이 선언식에서 명예 규약 의식서에 서명하고, 학교의 전통과 규율을 준수할 것을 맹세한다. 밴더빌트 대학교의 명예규율은 다음과 같으며, 미국에서도 상당히 잘 알려져있다. "오늘날 나는 두 가지 예를 들어 명예규율을 선언한다. 하나는 삼각법(Trigonometry)이고, 다른 하나는 정직이다. 나는 당신이 대학생활을 하는 가운데, 두 가지 모두 통과하길 바란다. 그러나 만약 당신이 이 둘 중 하나를 실패해야한다면, 나는 그것이 삼각법이기를 바란다. 오늘날 멋진 사람들 중 일부는 삼각법 시험을 통과하지 못한다. 그러나 정직에 대한 시험을 통과하지 못한 사람들 중 좋은 사람은 없다."
- 텍사스 로스쿨(The University of Taxas School of Law)에서는 명예규율을 학생의 법적 권리 가장 초항에 명시하고 있다. 그 조항은 다음과 같다. "모든 로스쿨 학생은 다른 학생들의 비윤리적인 행동으로부터 피해를 입을 수 있다. 비윤리적인 행동을 하는 학생들과 동료 로스쿨 학생들은 미래에 부정할 수 있고, 미래의 고객들과 법의 신성성에 심각한 문제를 야기할 수 있다." 그리고 이러한 조항을 위반한 학생은 텍사스 사법기관에 회부될 수 있다.
- 제임스 메디슨 대학교(James Madison University)는 명예규율을 명예위원회(Honor Council)에서 따로 관리한다. 이 대학교의 명예위원회는 1909년부터 학생 자치로 운영하고 있으며, 소속 학생들에게는 재학생들에게 명예규율을 홍보하고, 교육할 의무가 있다. 명예규율을 위반한 학생은 첫 회에는 해당 과목의 등급이 떨어지고, 두 번째 위반 시에는 유급이나 제명이 결정된다.
- 워싱턴&리 대학교(Washington and Lee University)와 이 학교의 로스쿨은 학생들이 명예규율을 통해 신사와 신여성으로 거듭나도록 종용한다. 이러한 시스템은 학문적인 영역 뿐만 아니라 사회적인 면모도 강조하는데, 이를 관리하는 명예위원회(Honor Council)에서는 위반자에 대하여 '제명'이라는 한 가지 처벌 조항만을 가지고 있다. 그렇기 때문에 위반자가 명예위원회의 재판에 회부될 경우, 피고인은 항소할 수 있는 권리가 있다.

#### 강력한 조항
햄프던시드니 대학(Hampden-Sydney College)은 명예규율을 사관학교 수준으로 적용하고 있다. 이 학교의 명예규율은 학생들의 방과 후에도 예외없이 적용된다. 또한 일반적인 대학교의 명예규율과는 달리, 위반자에 대한 관용 역시 위법으로 간주한다. 브리검 영 대학교(Brigham Young University) 역시 매우 강력한 수준의 명예규율로 유명하다. 학교는 음주, 흡연, 마약, 그리고 혼전성교를 모두 명시하여 금지하고 있다. 게다가 의복과 미용에 대한 조항 역시 따로 마련해놓고 있어서, 남성은 반드시 깔끔하게 면도를 해야하며, 재학생은 모두 짧은 바지나 몸매가 드러나는 옷을 입을 수 없다고 한다.

## 예시 (대한민국)
대한민국의 명예규율은 그 해석 뿐만 아니라 용어 자체가 생소하여 아직까지는 인식이 충분히 자리잡고 있진 않은 실정이다. 그러나 국방 교육기관인 육군, 해군, 공군사관학교의 경우에는 오래전부터 명예의식과 명예의원회를 두어 예비 장교들의 도덕성을 배양하고 있다. 일반대학교 중에서는 한동대학교가 명예규율에 대하여 분명한 조항을 명시하고, 매년 신입생들을 대상으로 서약식을 거행함으로써 지식인으로서의 윤리와 책무를 다할 것을 교육하고 있다. 다른 대학교들도 시험지에 부정행위에 대한 서약을 하는 식으로 학생들의 도덕성을 고취하고 있긴 하지만, 대부분 명예와 관련하여 따로 조항을 두어 관리하고 있진 않다.

### 사관학교
- 육군사관학교

육군사관학교(이하 육사)는 1984년 이래 재교생도가 신입생도에게 육사 명예의 전통을 고수하고 사관생도로써의 자긍심과 명예심을 고양하기 위하여 매년 명예의식을 수행한다. 명예제도의 준수와 운용은 명예회(Honor Council)에서 총괄적으로 관리하는데, 명예회는 4학년 명예위원장을 포함한 18명의 생도들로 구성되어 있다. 아래는 육사의 명예규율이다.
명예의 실천
사관생도는 사관생도 신조 및 도덕률을 실천하기 위해 이를 덕목화하여 사관생도의 '명예 실천기준'을 설정하고 생활화한다.
1. 자신의 모든 언행에 대한 진실성
2. 상호 인간관계에서의 공정성
3. 타인의 생명과 재산에 관한 존중

- 해군사관학교

해군사관학교(이하 해사)에서는 명예선서와 명예제언을 통하여 생도들의 명예규율의 의무를 명시하고 있다. 이 외에도 18명의 생도 중심의 명예위원회가 자체적으로 명예활동을 선도하고 있으며, 무감독시험인 명예시험과 양심보고 제도를 통하여 사관생도의 명예를 지키기 위해 노력하고 있다. 아래는 해사의 '양심보고' 조항을 발췌한 것이다.
양심보고
사관생도는 자신의 과오에 대해 가책을 받았을 때에는 자발적으로 이메일 또는 명예함, 기타 방법을 이용하여 명예위원생도에게 즉시 보고하여야 하며, 보고를 받은 명예위원생도는 그 사실을 명예위원장생도와 중대훈육관에게 보고하여야 한다. 양심보고는 사건 발생 후 72시간 이내에 하여야 하며, 학교를 떠나 있을 때는 귀교 후 24시간 이내에 보고하여야 한다. 양심보고를 할 기회가 없었다고 해서 명예위반 사실에 대한 책임이 명제되는 것은 아니며, 양심보고를 했을 경우에는 그 정상이 최대한 참작된다.
- 공군사관학교

공군사관학교(이하 공사)에서는 명예생활과 최소한의 가치덕목만을 명시해 놓음으로서, 생도들의 자율성을 중시하는 교육방침을 채택하고 있다. 또한 공사는 매년 2회 공사의 생활신조를 가장 잘 준수한 명예생도를 선출하여 표창하고 있다. 아래는 공사의 명예규율이다.
명예활동 최저 기준
생도는 불명예스러운 행동을 경계하기 위하여 다음과 같은 명예생활 최저기준을 준수하여야 한다.
1. 거짓말을 하지 않는다
2. 부정한 행위를 하지 않는다.
3. 부당한 취득을 하지 않는다.
4. 위 사항 위반 행위를 묵인하지 않는다.

### 일반대학교
- 한동대학교

한동대학교의 명예규율은 엄격하기로 유명하다. 이 학교의 신입생들은 명예서약을 통하여 명예규율을 준수하는 구성원이 될 것을 선서한다. 또한 한동대학교는 일반적인 대학교들과는 달리 무감독시험을 치른다. 한동대학교는 명예규율을 신성하게 보존하고, 이를 준수하기 위해 노력하는 대표적인 학교다. 학생들은 교정에 떨어져 있는 돈을 돌려주기 위하여 게시판에 고지하는 것은 물론이고, 자판기 고장으로 한 개 더 나온 음료수나 타인의 물건을 함부로 가져가지 않는다. 다음은 한동대학교 명예서약서의 내용을 발췌한 것이다.
1. 한동인은 모든 말과 글과 행동에 책임을 집니다.
The people of Handong are responsible for all we do, say, and write.
1. 한동인은 학업과 생활에서 정직하고 성실합니다.
The people of Handong are honest and diligent in our academic and social life.
1. 한동인은 모든 구성원의 인격과 권리를 존중합니다.
The people of Handong respect the personal dignity and rights of all members of the community.
1. 한동인은 다른 사람을 돕고 겸손히 섬깁니다.
The people of Handong help and serve others humbly.
1. 한동인은 다른 사람을 위해 자신을 희생합니다.
The people of Handong are willing to sacrifice ourselves for others.
1. 한동인은 학교의 재산과 다른 사람의 재산을 소중히 여깁니다.
The people of Handong consider the properties of others and our university as my own.
"나는 한동대학교의 학생으로서, 일생동안 정직함과 성실함을 지킬 것을 나 자신과 나의 동료와 나의 대학 그리고 하나님 앞에서 엄숙히 선서합니다."
"As a Handong Global University student, I pledge, to myself, my peers, my university, and God, to uphold honesty and integrity throughout my life."

## 같이 보기
- 전사